# Station Gentbrugge
Station Gentbrugge is een station langs spoorlijn 58 in Gentbrugge (Gent). De stopplaats telt twee perrons. Het maakt deel uit van het voorstedelijk treinaanbod rond Gent. Er stoppen twee S-treinen per uur in het station: de S51 Ronse - Oudenaarde - Gent - Eeklo en de S53 Oudenaarde - Gent - Lokeren. 's Morgens (heen) en 's avonds (terug) is er op werkdagen een rechtstreekse piekuurtrein naar Brussel.
Het bouwwerk dateert uit de jaren 70 en is gevestigd op een viaduct, waaronder zich de fietsenrekken en het parkeerterrein bevinden. Het station is vrijwel ontoegankelijk voor rolstoelgebruikers. Ook is het perron aan de lage kant, wat instappen bemoeilijkt.

## Galerij

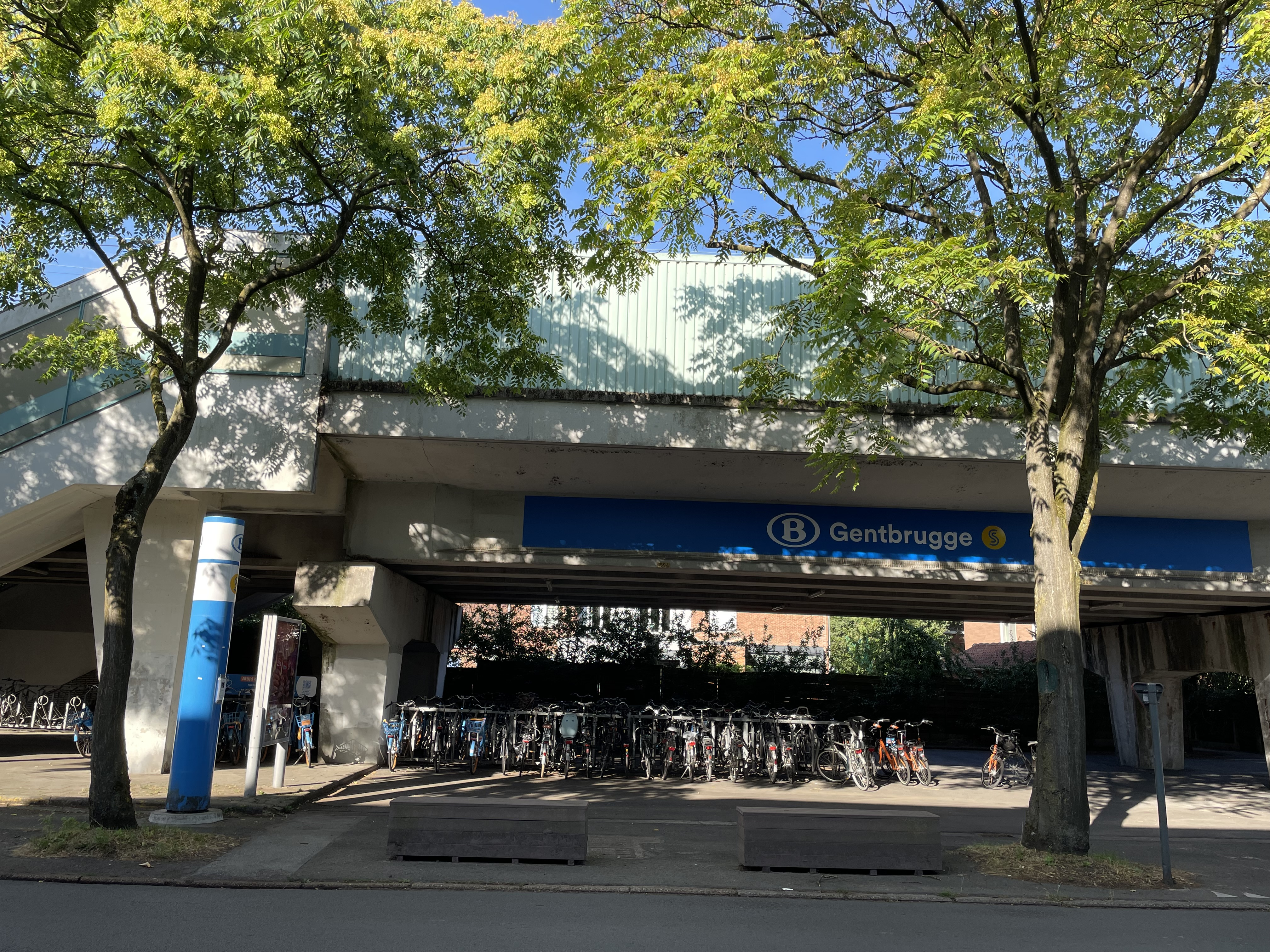
Vooraanzicht station (2025)
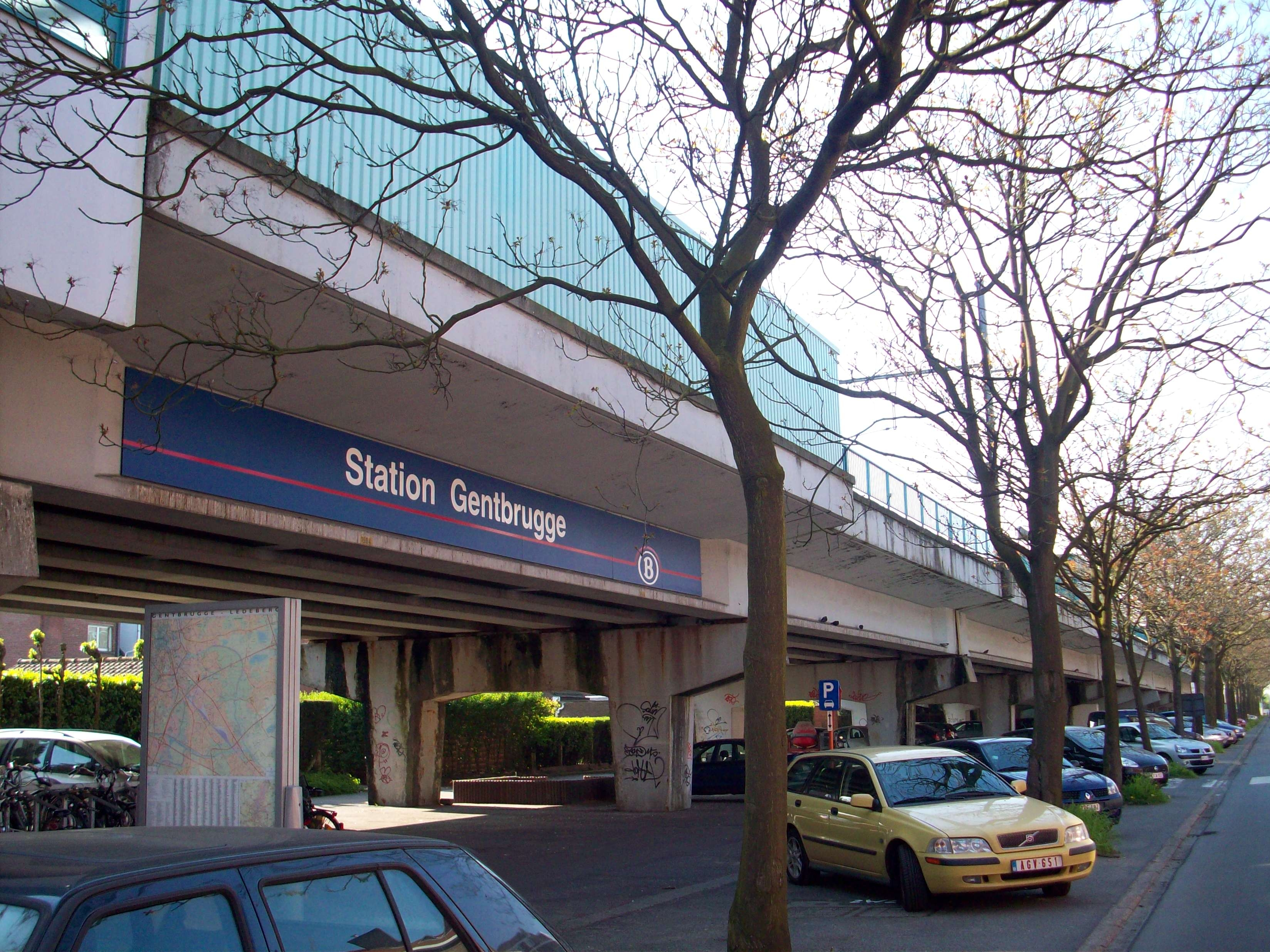
Vooraanzicht station (2009)
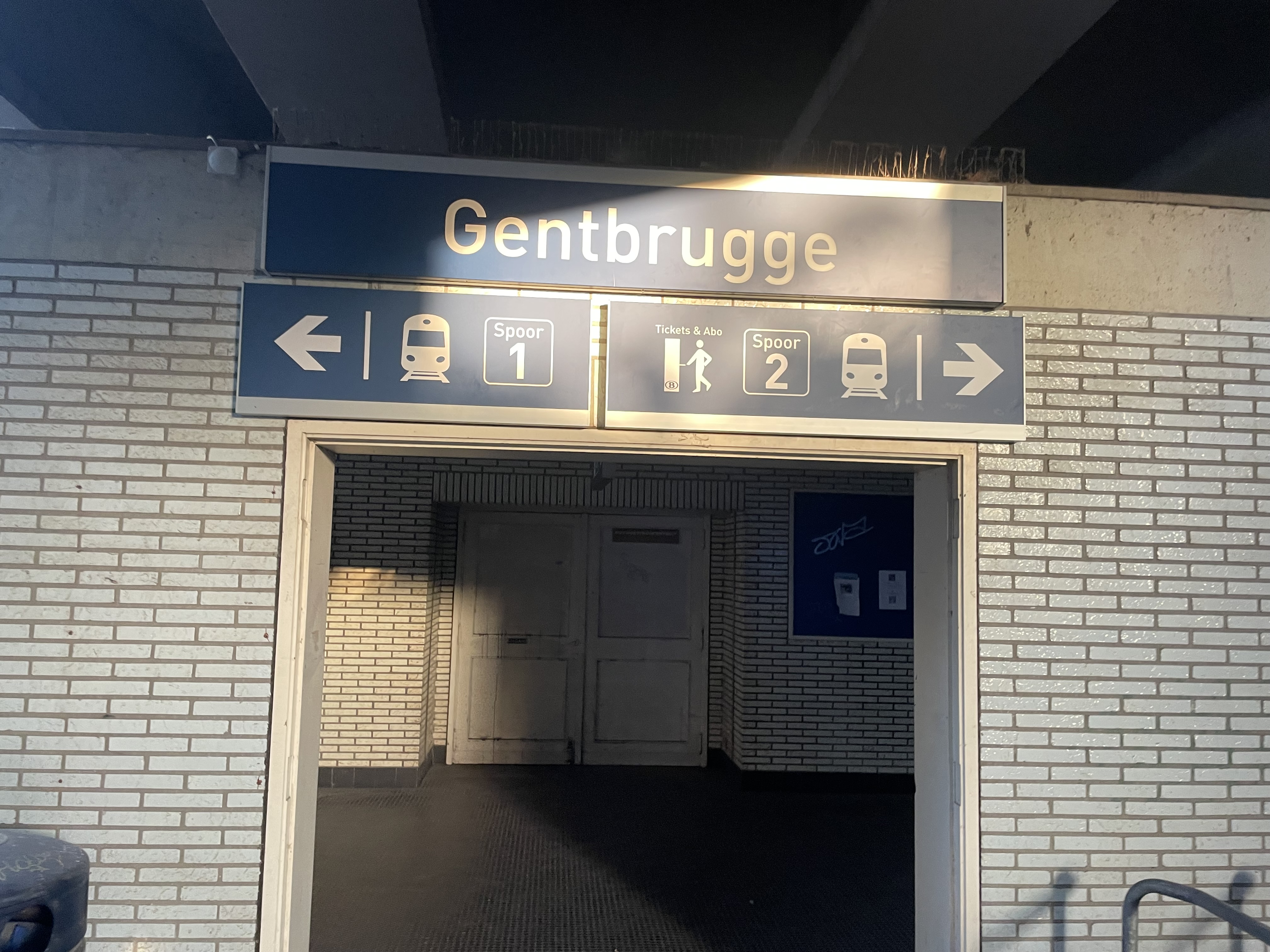
Ingang station (2025)
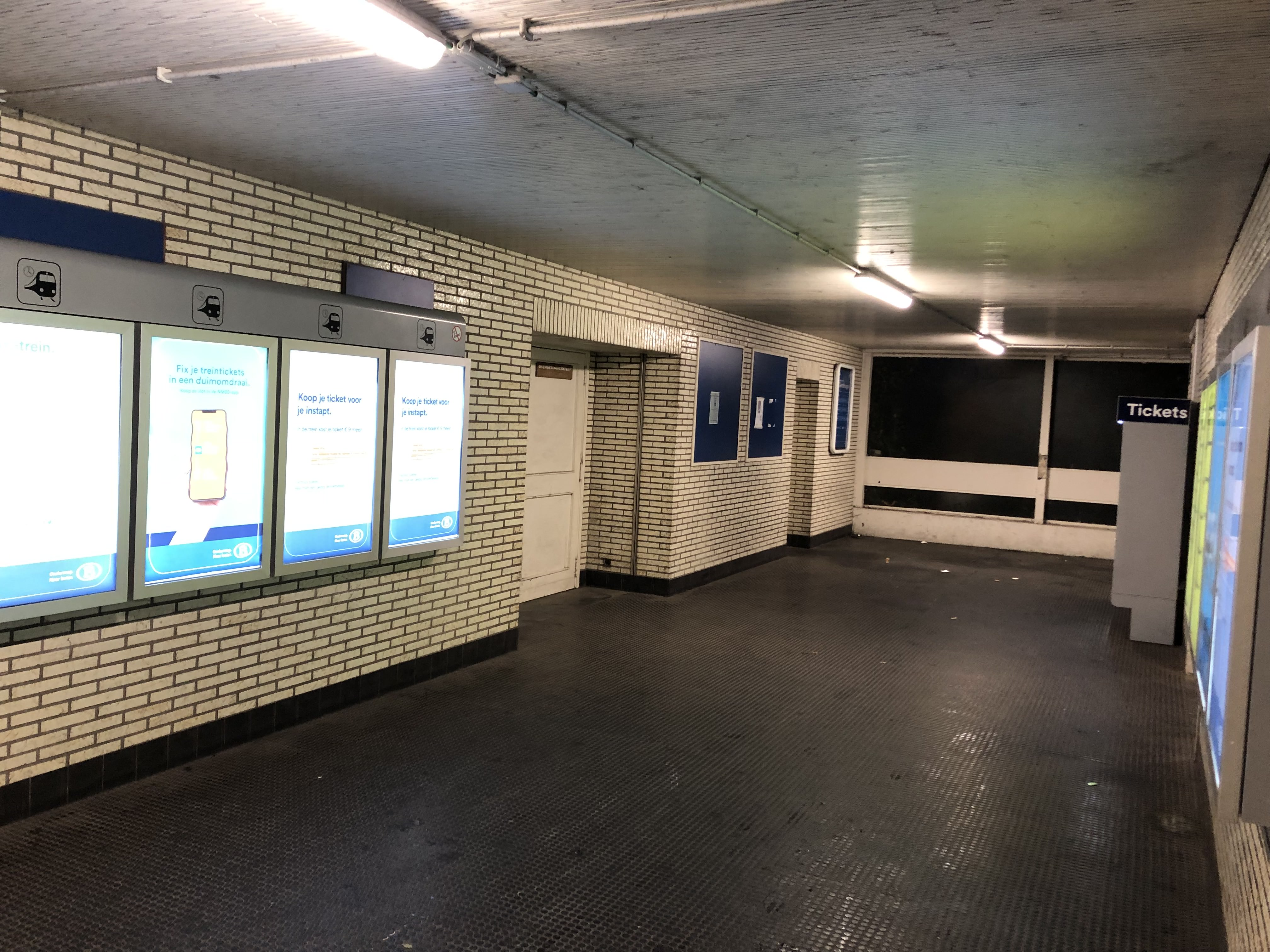
Stationshal (2023)
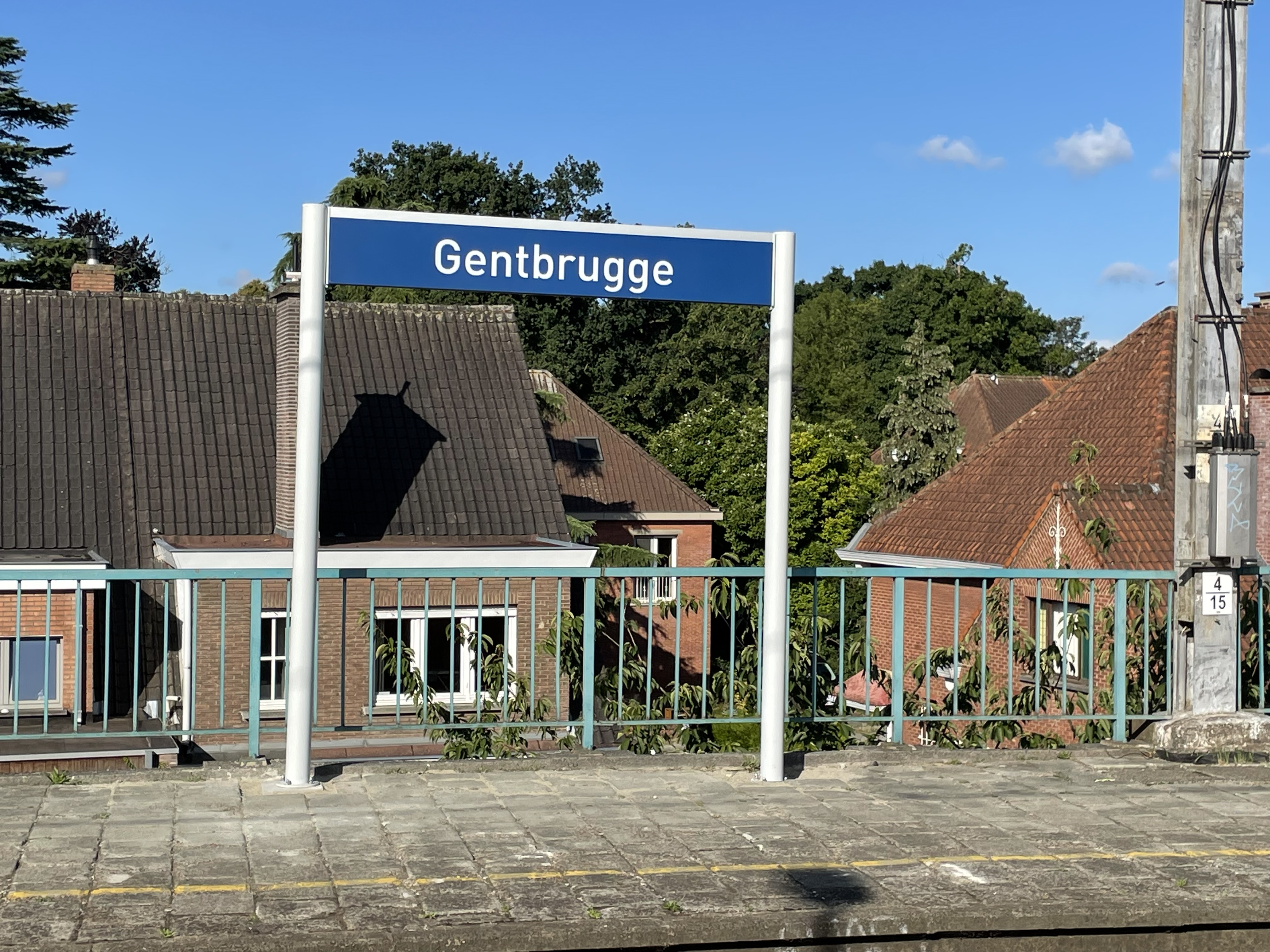
Stationsbord (2025)
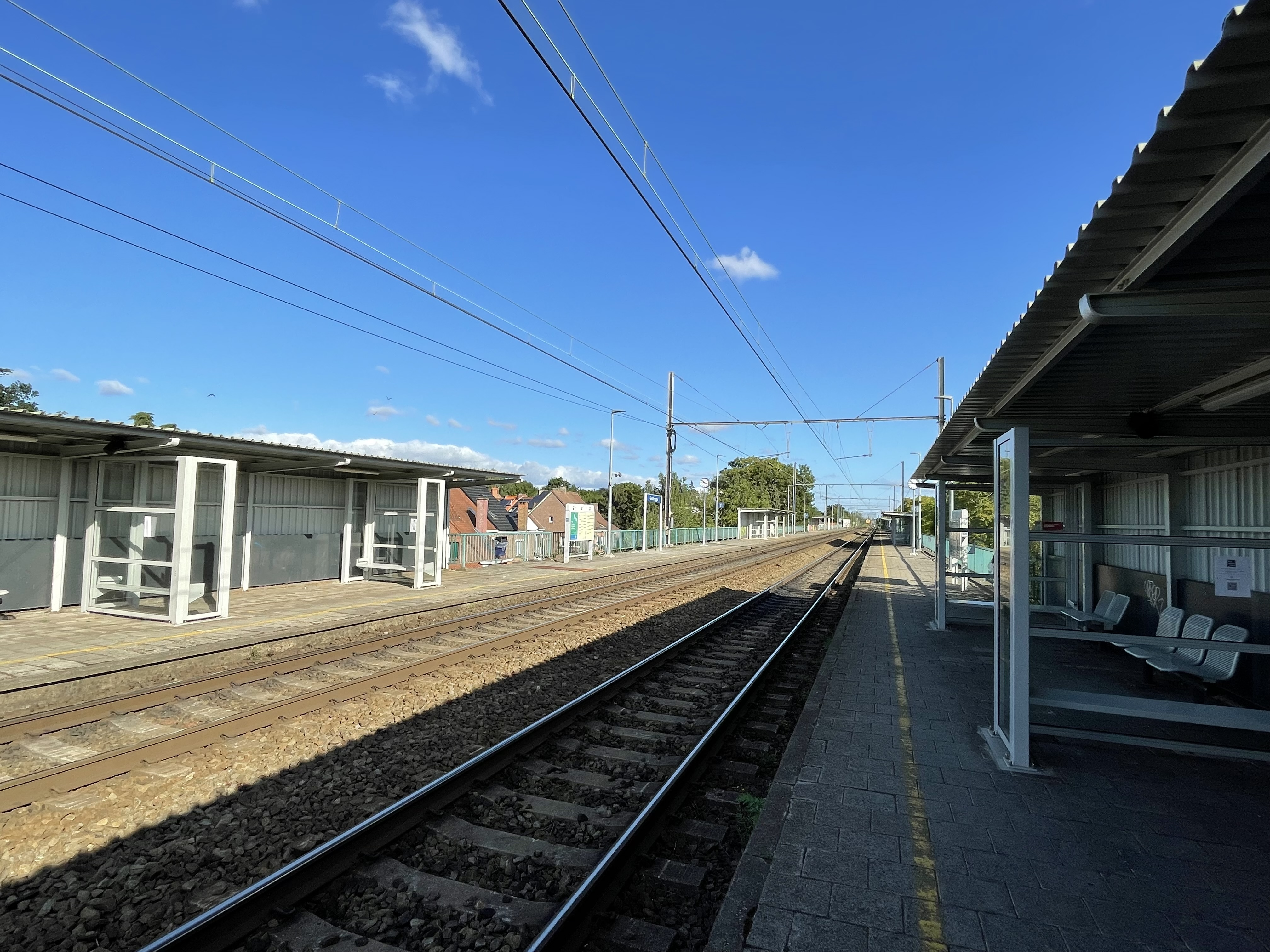
Zicht op het perron (2025)
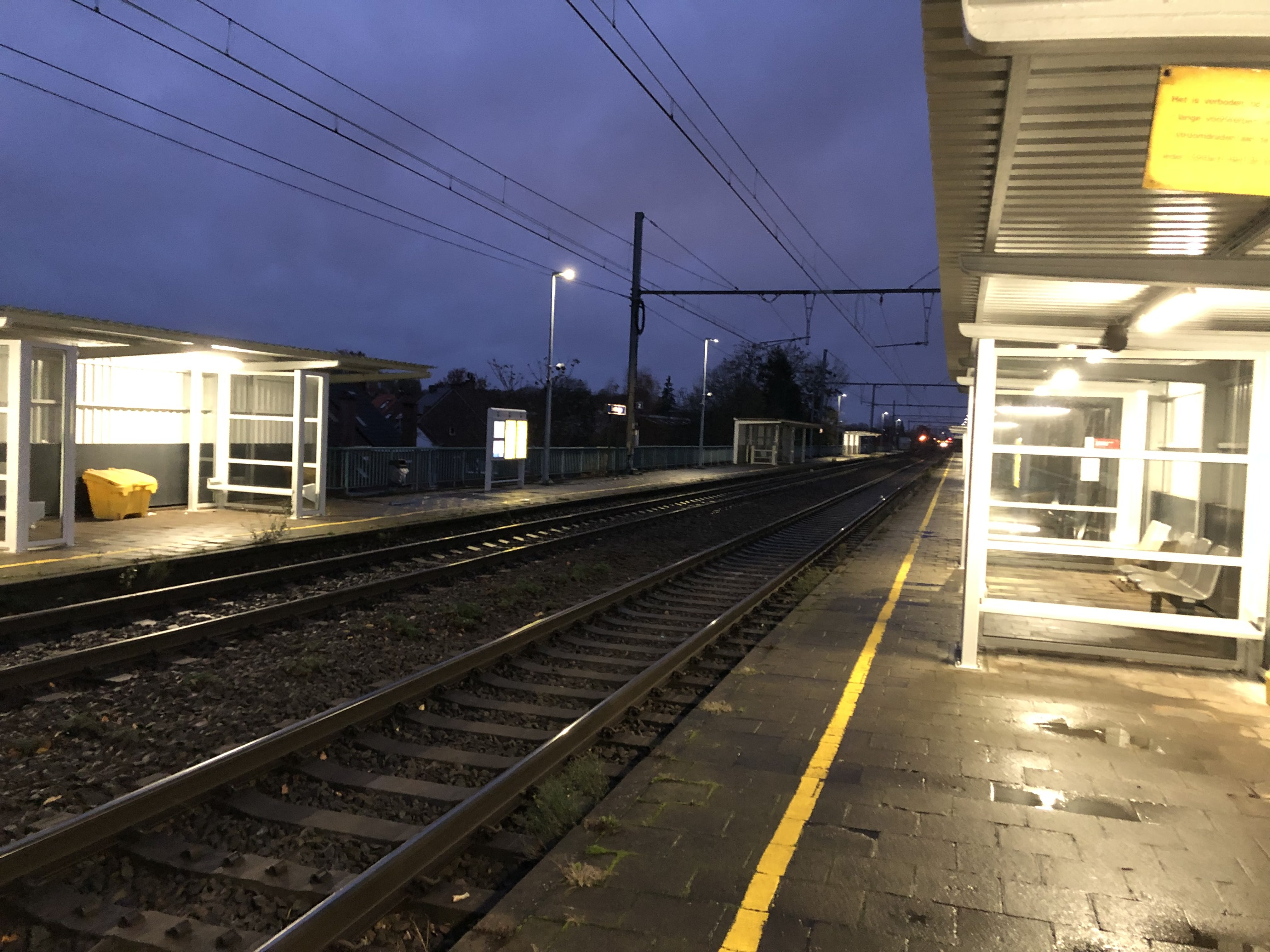
Zicht op het perron (2023)
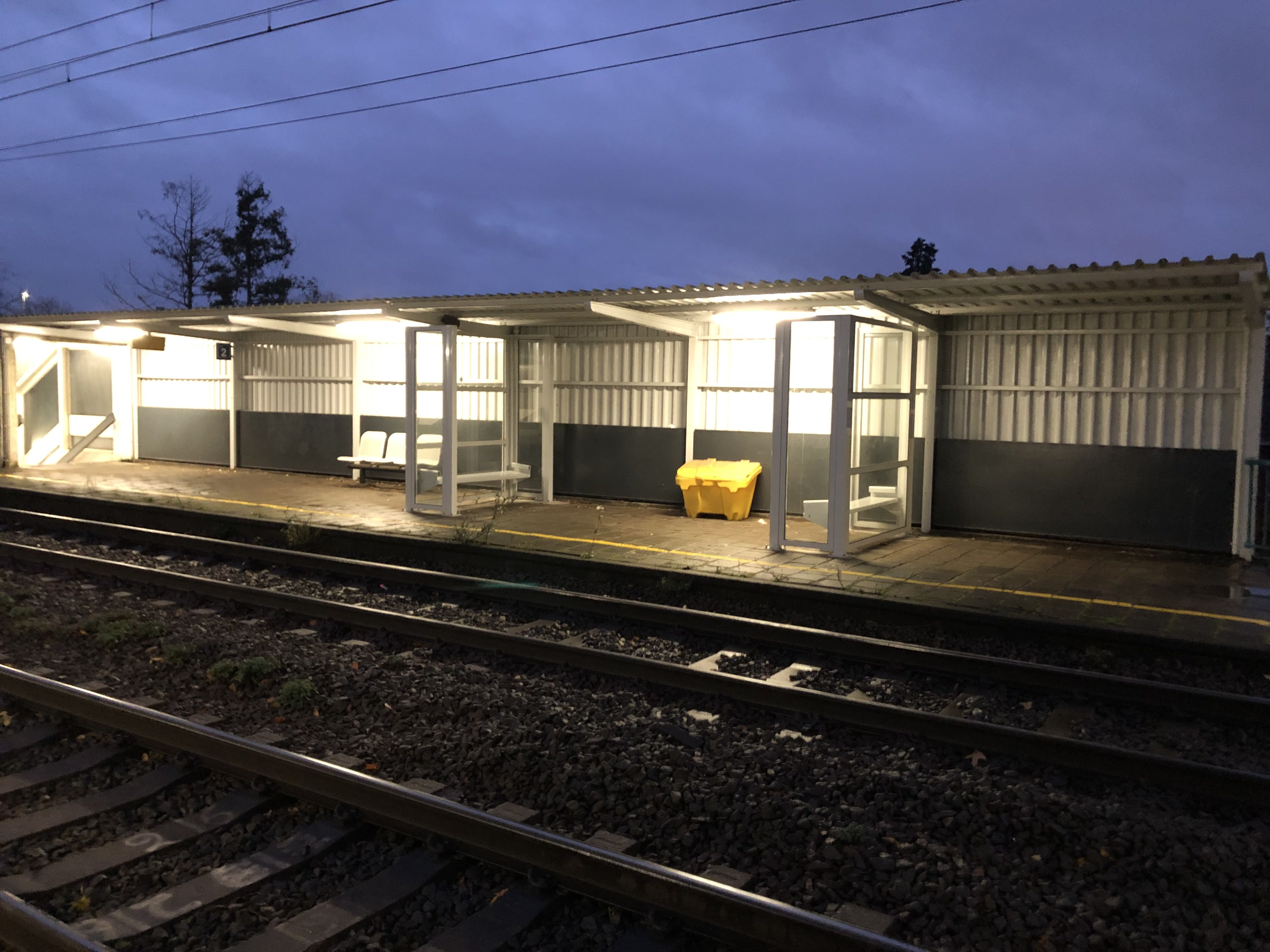
Zicht op wachthuisjes (2023)
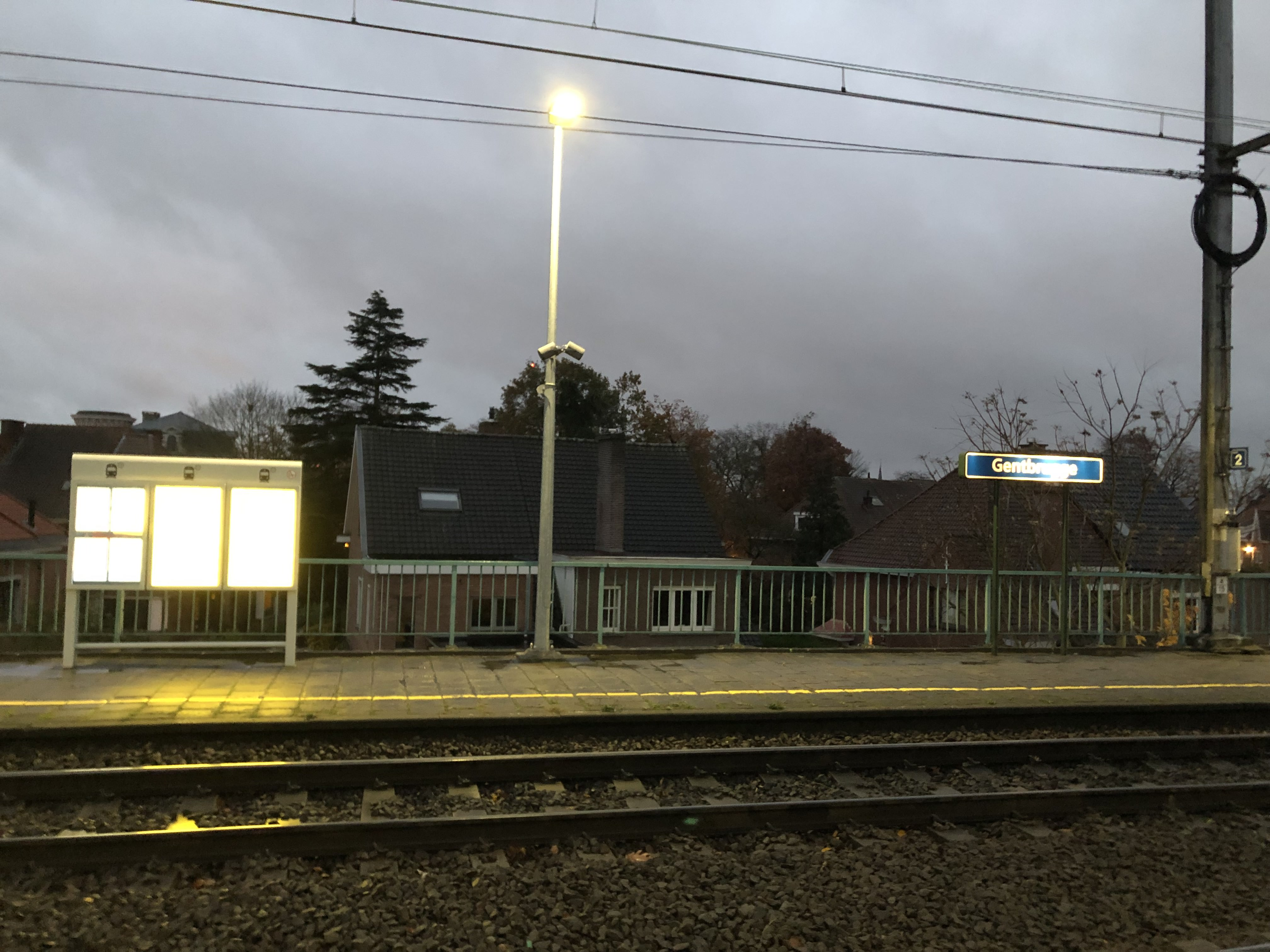
Zicht op het perron (2023)
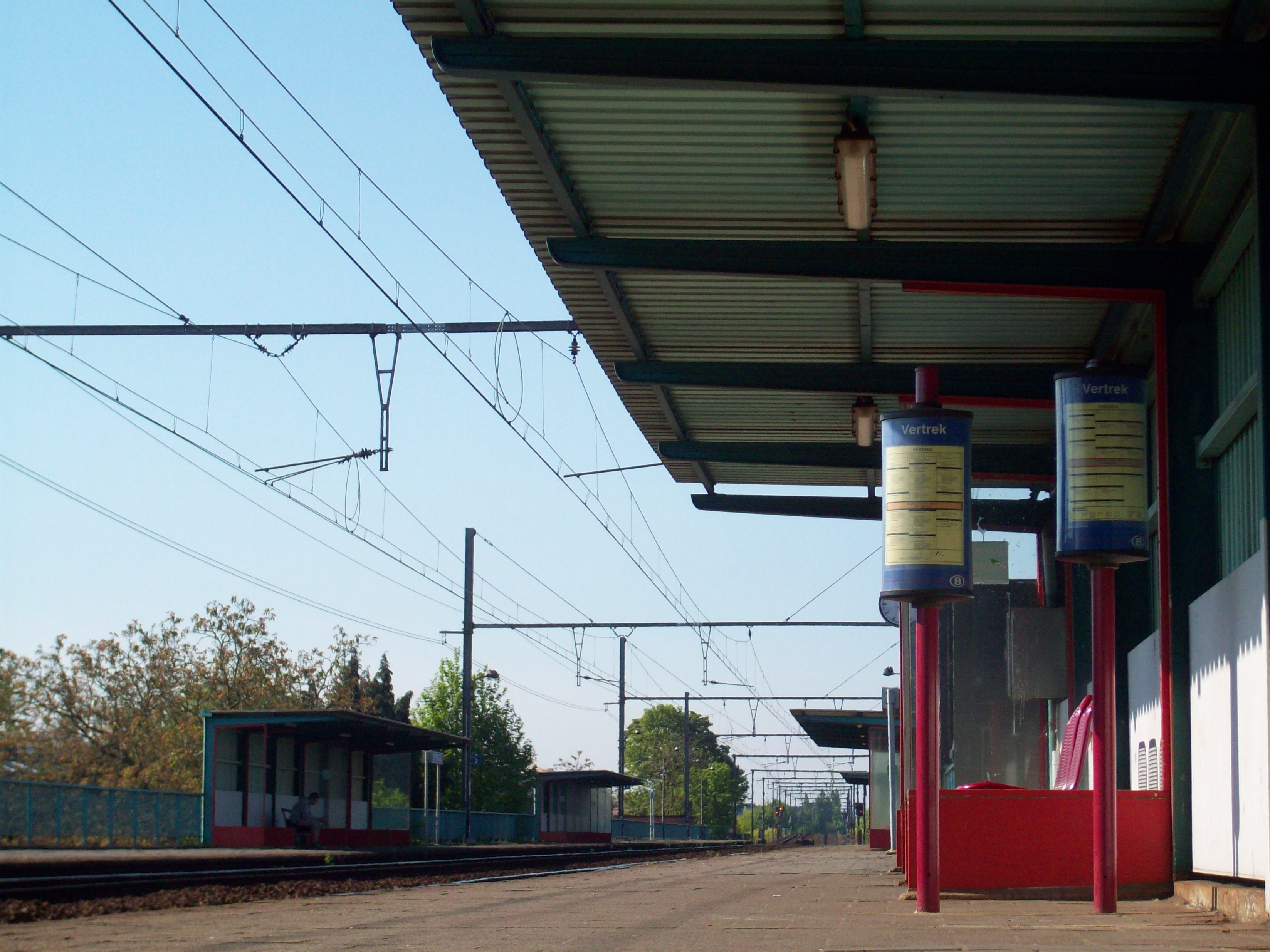
Zicht op het perron (2009)

## Spoorindeling
| spoor | spoorlijn | richting                               |
| ----- | --------- | -------------------------------------- |
| 1     | L 58      | Richting Gent-Sint-Pieters, Schaarbeek |
| 2     | L 58      | Richting Lokeren, Eeklo                |

## Treindienst
| Serie       | Treinsoort          | Route                                                                            | Bijzonderheden |
| ----------- | ------------------- | -------------------------------------------------------------------------------- | --- |
| S 51        | S-trein Gent (NMBS) | Eeklo – Gentbrugge – Gent-Sint-Pieters – Oudenaarde – Ronse                      | Rijdt op zondag 1×/2u. |
| S 53        | S-trein Gent (NMBS) | (Ronse – ) Oudenaarde – Gent-Sint-Pieters – Gentbrugge – Gent-Dampoort – Lokeren | Rijdt niet tijdens de week in juli/augustus, rijdt in de spits tot Ronse, rijdt in het weekend enkel tussen Gent en Lokeren |
| P 7013/8013 | Piekuurtrein (NMBS) | Sint-Niklaas – Gent-Dampoort – Gentbrugge – Brussel-Zuid – Schaarbeek            | Rijdt alleen op werkdagen.                                                                                                  |
| P 7084/8084 | Piekuurtrein (NMBS) | Eeklo – Gentbrugge – Gent-Sint-Pieters                                           | Rijdt alleen op werkdagen, niet tijdens vakanties                                                                           |
| P 7085/8085 | Piekuurtrein (NMBS) | Eeklo – Gentbrugge – Gent-Sint-Pieters                                           | Rijdt alleen op werkdagen, niet tijdens vakanties                                                                           |

## Reizigerstellingen
De grafiek en tabel geven het gemiddeld aantal instappende reizigers weer op een week-, zater- en zondag.
| Tabel: aantal instappende reizigers station Gentbrugge | Tabel: aantal instappende reizigers station Gentbrugge | Tabel: aantal instappende reizigers station Gentbrugge | Tabel: aantal instappende reizigers station Gentbrugge |
|                                                        | Weekdag                                                | Zaterdag                                               | Zondag                                                 |
| ------------------------------------------------------ | ------------------------------------------------------ | ------------------------------------------------------ | ------------------------------------------------------ |
| 1977                                                   | 447                                                    | 31                                                     | 12                                                     |
| 1978                                                   | 433                                                    | 16                                                     | 17                                                     |
| 1979                                                   | 431                                                    | 16                                                     | 13                                                     |
| 1980                                                   | 461                                                    | 14                                                     | 15                                                     |
| 1981                                                   | 650                                                    | 21                                                     | 18                                                     |
| 1982                                                   | 429                                                    | 19                                                     | 8                                                      |
| 1983                                                   | 308                                                    | 15                                                     | 9                                                      |
| 1984                                                   | 213                                                    | -                                                      | 15                                                     |
| 1985                                                   | 174                                                    | 14                                                     | 17                                                     |
| 1986                                                   | 214                                                    | 22                                                     | 14                                                     |
| 1987                                                   | 168                                                    | 10                                                     | 13                                                     |
| 1988                                                   | 183                                                    | 20                                                     | 15                                                     |
| 1989                                                   | 189                                                    | 15                                                     | 24                                                     |
| 1990                                                   | 125                                                    | 24                                                     | 11                                                     |
| 1991                                                   | 126                                                    | 36                                                     | 23                                                     |
| 1992                                                   | 184                                                    | 27                                                     | 24                                                     |
| 1993                                                   | 189                                                    | 51                                                     | 50                                                     |
| 1994                                                   | 235                                                    | 17                                                     | 9                                                      |
| 1995                                                   | 234                                                    | 12                                                     | 17                                                     |
| 1996                                                   | 287                                                    | 25                                                     | 14                                                     |
| 1997                                                   | 258                                                    | 31                                                     | 25                                                     |
| 1998                                                   | 283                                                    | 23                                                     | 12                                                     |
| 1999                                                   | 295                                                    | 12                                                     | 9                                                      |
| 2000                                                   | 345                                                    | 17                                                     | 18                                                     |
| 2001                                                   | 318                                                    | 18                                                     | 12                                                     |
| 2002                                                   | 357                                                    | 19                                                     | 13                                                     |
| 2003                                                   | 358                                                    | 20                                                     | 8                                                      |
| 2004                                                   | 329                                                    | 19                                                     | 15                                                     |
| 2005                                                   | 397                                                    | 26                                                     | 18                                                     |
| 2006                                                   | 461                                                    | 24                                                     | 15                                                     |
| 2007                                                   | 440                                                    | 34                                                     | 26                                                     |
| 2008                                                   | -                                                      | -                                                      | -                                                      |
| 2009                                                   | 482                                                    | 29                                                     | 22                                                     |
| 2010                                                   | -                                                      | -                                                      | -                                                      |
| 2011                                                   | -                                                      | -                                                      | -                                                      |
| 2012                                                   | 517                                                    | 44                                                     | 36                                                     |
| 2013                                                   | 504                                                    | 33                                                     | 31                                                     |
| 2014                                                   | 553                                                    | 56                                                     | 43                                                     |
| 2015                                                   | 377                                                    | 37                                                     | 25                                                     |
| 2016                                                   | 327                                                    | 41                                                     | 24                                                     |
| 2017                                                   | 299                                                    | 43                                                     | 31                                                     |
| 2018                                                   | 480                                                    | 149                                                    | 97                                                     |
| 2019                                                   | 460                                                    | 166                                                    | 69                                                     |
| 2020                                                   | 317                                                    | 137                                                    | 89                                                     |
| 2021                                                   | -                                                      | -                                                      | -                                                      |
| 2022                                                   | 447                                                    | 188                                                    | 144                                                    |
| 2023                                                   | 313                                                    | 209                                                    | 165                                                    |
| 2024                                                   | 417                                                    | 270                                                    | 139                                                    |

Destelbergen · Drongen · Drongensesteenweg · Gentbrugge · Gent-Dampoort · Gent-Heirnis · Gent-Muide · Gent-Noord · Gent-Oost · Gent-Rabot · Gent-Rodenhuize · Gent-Sint-Pieters · Gent-Waas · Gent-Zeehaven · Gent-Zuid · Halewijn · Ledeberg · Merelbeke · Oostakker · Sint-Amandsberg-Westveld · Sint-Denijs-Westrem · Wondelgem
0,0: Gent-Sint-Pieters ·
1,3: Gentbrugge-Zuid ·
2,0: Gentbrugge ·
3,1: Gent-Heirnis ·
4,0: Gent-Dampoort ·
6,1: Gent-Muide ·
8,4: Wondelgem ·
9,1: Molenheide ·
10,9: Evergem ·
14,0: Sleidinge ·
16,0: Eeksken ·
17,8: Arisdonk ·
18,8: Waarschoot ·
22,7: Eeklo ·
23,9: Boelare ·
27,8: Balgerhoeke ·
29,9: Adegem ·
32,7: Maldegem ·
37,1: Donk ·
41,6: Sijsele ·
45,7: Assebroek ·
48,3: Steenbrugge ·
51,4: Brugge